# 9M123菊花反坦克导弹
9M123菊花（羅馬化：Krizantema，直译：「菊花」；北约代号：AT-15史宾格（英語：Springer））是俄罗斯反坦克导弹（ATGM）。菊花被设计为可对抗当前和未来几代的主战坦克，也可用于攻击直升机等缓慢和低空飞行的空中目标。9M123飞弹及其相关制导系统组成了9K123飞弹系统。

## 发展
菊花反坦克飞弹于1996年7月由KB机械工业设计局推出。飞弹于20世纪80年代开始开发，被设计为一种全天候、多用途的导弹系统，可以击败当前和未来配备先进防护（如爆炸反应装甲（ERA））装甲的装甲单位。菊花被认为是俄罗斯军方仍在服役的各种不同类型反坦克导弹的替代品，例如9K114风暴和9M120冲锋。飞弹系统于2005年开始在俄罗斯武装部队服役。

## 详情
9M123飞弹是超音速飞弹，平均飞行速度为400每秒（1,300英尺每秒）或1.2马赫，射程为400至6000米。推进通过一个固体燃料火箭发动机实现，飞弹两侧有两个排气口。偏置排气使飞弹在飞行过程中旋转。由飞弹后部的两个弹出的操控装置提供制导控制。控制器前面增加了四个装置，有助于稳定飞行中的导弹。菊花在俄罗斯反坦克制导飞弹中独一无二，因为根据导弹的型号，它可以由激光或雷达制导。雷达单元采用毫米波频段，飞弹系统在雷达波束内自动跟踪目标并引导飞弹；这种制导方式是视线光束制导（LOSBR），即自动瞄准线指令诱导（ACLOS）。当使用激光制导时，会向目标发射连续的激光束，后部的传感器使导弹能够借助激光束到达目标；这种制导形式是LOSBR，即瞄准线半自动指令（SACLOS）。这种双制导方式系统允许同时向两个不同的目标发射两枚导弹，其中一枚飞弹由激光制导，另一枚由雷达制导。每枚飞弹均携带串联炸药高爆破甲弹（HEAT）头，据报道，其可击穿与1100-1250毫米轧压均质装甲（RHA）等效的ERA。与此对应，也可以装载温压弹头来攻击装甲薄弱目标、防御工事和人员。
目前9P157-2菊花-S坦克歼击车、米-28攻击直升机和射程为10公里的卡-50攻击直升机搭载了这套系统。9P157-2菊花-S基于BMP-3的底盘制造，发射轨道上搭载了两枚9M123飞弹，轨道可从收起位置伸出。在运输过程中轨道和雷达均处于收起状态。内部弹匣装有15枚飞弹（飞弹在密封容器中储存和运输），飞弹可以自动装填，也可以从车外手动装填。制造商称，三辆9P157-2坦克歼击车能够与14辆来袭的坦克交战，并能摧毁至少百分之六十的来袭单位。双制导方式系统可确保对电子干扰战的防护并在所有气候条件下（白天或夜间）运行。除了对BMP-3标准底盘和工事设备的全面装甲保护外，每辆9P157-2还对其成员（炮手和司机）提供了CRBN防护。
现代化版本的试验于2016年完成。升级版本安装了带有激光测距仪的IIR/TV瞄准器、改进的雷达控制系统、增强的加密驾束制导通道、自动化战斗管理设备套件和比竞品更强大的9M123飞弹头。

## 衍生型
- 9M123：串联炸药HEAT，激光制导
- 9M123-2：串联炸药HEAT，雷达制导
- 9M123F：温压弹头，激光制导
- 9M123F-2：温压弹头，雷达制导
- 9M123菊花-M：升级版，作战范围更广，结合了毫米波雷达ACLOS和激光驾束制导[13]
- 9M123菊花-VM：空对地型号，由直升机搭载，拥有9M123M的全部特点[14]

## 使用方

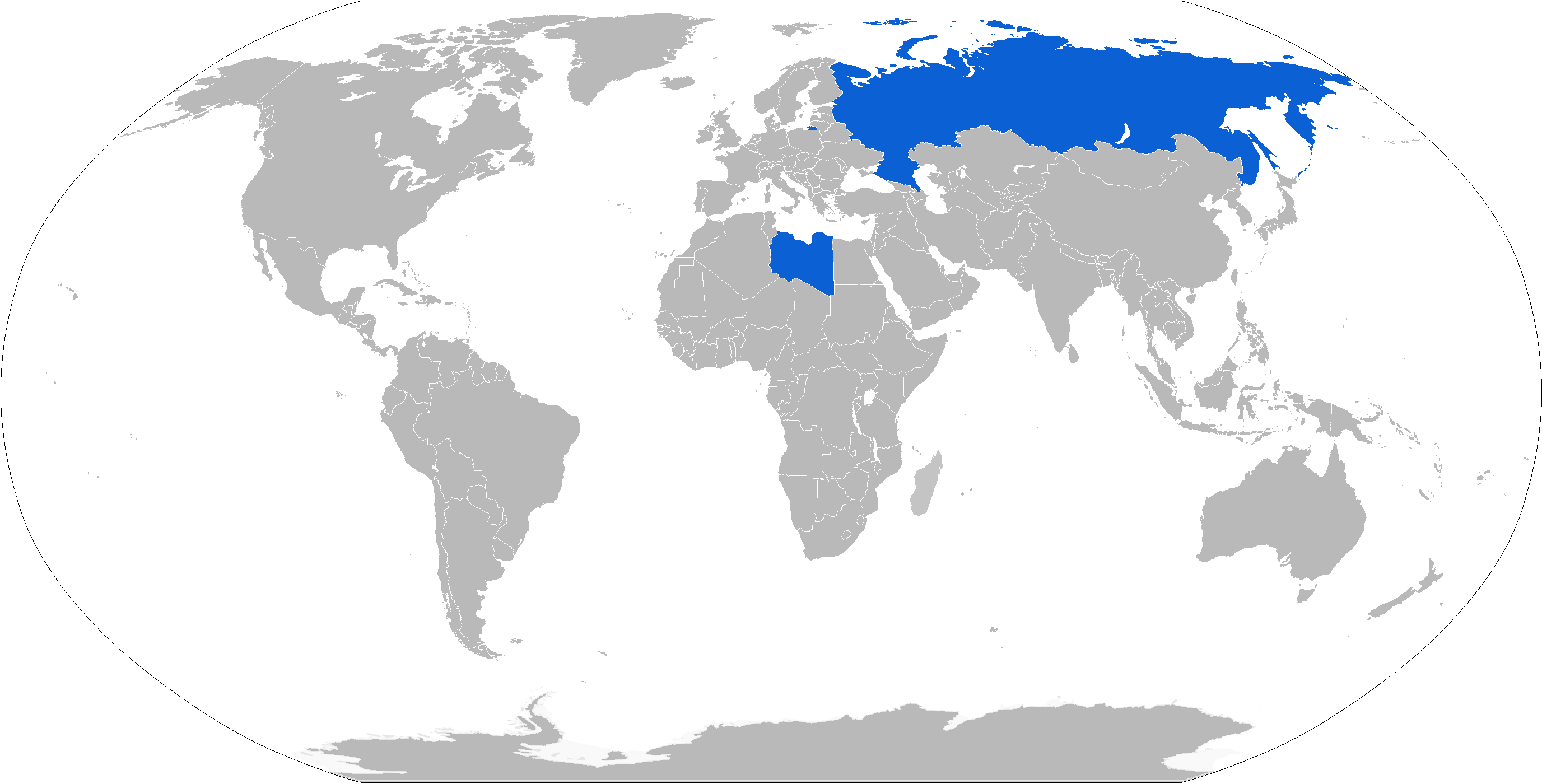
蓝色表示9M123的使用方

### 当前使用方
- [15]
- 利比亞：14套[16][17]
- 俄羅斯：约50套[18][19][20][21][22][23]

## 引文
1. ↑  . Military-Today.com.   [2024-04-21]. （原始内容存档于2016-12-24）.
2. ↑  . Armyrecognition.com.   [2024-04-21]. （原始内容存档于2018-09-30）.
3. 1 2 3  McGeever, Michael P. . 美国陆军. Red Thrust Star.   [2009-05-02]. （原始内容存档于2007-10-10）.
4. ↑  . KB机械工业设计局（英语：KB Mashinostroyeniya）. 2002–2008  [2008-11-06]. （原始内容存档于2004-08-21）.
5. ↑  . Weaponsystems.net.
6. 1 2 3 4  . btvt.narod.ru (Russian). 2003–2008  [2008-11-06]. （原始内容存档于2009-02-07）.
7. ↑  .   [2014-04-09]. （原始内容存档于2014-03-09）.
8. 1 2 3  . （原始内容存档于2012-04-30） （俄语）.
9. ↑  . 俄罗斯国防出口公司（英语：俄罗斯国防出口公司）.   [2008-11-08]. （原始内容存档于2007-01-11）.
10. ↑  OPSiR，第174頁.
11. ↑  . 塔斯社. 2023-10-27  [2023-10-29]. （原始内容存档于2023-11-01）.
12. ↑  . Joint Stock Company Research and Production Corporation Konstruktorskoye Byuro Mashynostroyeniya.   [2024-04-21]. （原始内容存档于2023-09-20）.
13. ↑  . Deagel.com.   [2024-04-21]. （原始内容存档于2020-02-21）.
14. ↑  .   [2019-04-09]. （原始内容存档于2020-09-16）.
15. ↑  .   [2017-06-24]. （原始内容存档于2018-07-20）.
16. ↑  . Коммерсантъ (Kommersant.ru).   [2012-09-18]. （原始内容存档于2013-10-05）.
17. ↑  .   [2014-11-14]. （原始内容存档于2014-11-29）.
18. ↑  .   [2014-11-14]. （原始内容存档于2014-12-19） （俄语）.
19. ↑  .   [2014-11-14]. （原始内容存档于2015-09-24）.
20. ↑  . 2017-07-31  [2024-04-21]. （原始内容存档于2019-03-08）.
21. ↑  . 2017-11-07  [2024-04-21]. （原始内容存档于2017-12-02） （俄语）.
22. ↑  . 2019-11-21  [2024-04-21]. （原始内容存档于2023-09-20） （俄语）.
23. ↑  . 2020-03-22  [2024-04-21]. （原始内容存档于2023-09-07） （俄语）.

## 书籍
- Сергей Григорьевич Тихонов. . 莫斯科: TOM. 2010. ISBN 9785903603022. OCLC 713496365 （俄语）.